# US Avellino
US Avellino, bildad 1912, är en fotbollsklubb från Avellino i Italien. Med undantag av en period på 1970- och 1980-talet då klubben spelade tio säsonger i Serie A, så har klubben hållit till i lägre divisioner. Bästa säsong för klubben var säsongen 1986/1987 då man nådde en 8:e plats i Serie A. Klubben spelar säsongen 2020/2021 i Serie C.